# Paraterellia
Paraterellia is een geslacht van insecten uit de familie van de Boorvliegen (Tephritidae), die tot de orde tweevleugeligen (Diptera) behoort.

## Soorten
- P. immaculata (Blanc, 1979)
- P. superba Foote, 1960
- P. varipennis (Coquillett, 1902)
- P. ypsilon Foote, 1960